# Lijst van nummer 1-hits in Duitsland in 2006
Deze hits stonden in 2006 op nummer 1 in de Musikmarkt Top 100, de bekendste hitlijst in Duitsland.
| Datum        | Artiest                                   | Titel                                     |
| ------------ | ----------------------------------------- | ----------------------------------------- |
| 6 januari    | Madonna                                   | Hung up                                   |
| 13 januari   | Madonna                                   | Hung up                                   |
| 20 januari   | Mattafix                                  | Big city life                             |
| 27 januari   | Mattafix                                  | Big city life                             |
| 3 februari   | Mattafix                                  | Big city life                             |
| 10 februari  | Eros Ramazzotti & Anastacia               | I belong to you (Il ritmo della passione) |
| 17 februari  | Bob Sinclar, Goleo VI & Gary "Nesta" Pine | Love generation                           |
| 24 februari  | Eros Ramazzotti & Anastacia               | I belong to you (Il ritmo della passione) |
| 3 maart      | Bob Sinclar, Goleo VI & Gary "Nesta" Pine | Love generation                           |
| 10 maart     | Bob Sinclar, Goleo VI & Gary "Nesta" Pine | Love generation                           |
| 17 maart     | Bob Sinclar, Goleo VI & Gary "Nesta" Pine | Love generation                           |
| 24 maart     | Tokio Hotel                               | Rette mich                                |
| 31 maart     | Bob Sinclar, Goleo VI & Gary "Nesta" Pine | Love generation                           |
| 7 april      | Tobias Regner                             | I still burn                              |
| 14 april     | Tobias Regner                             | I still burn                              |
| 21 april     | Tobias Regner                             | I still burn                              |
| 28 april     | Tobias Regner                             | I still burn                              |
| 5 mei        | Mike Leon Grosch                          | Don't let it get you down                 |
| 12 mei       | Texas Lightning                           | No no never                               |
| 19 mei       | Shakira & Wyclef Jean                     | Hips don't lie                            |
| 26 mei       | Texas Lightning                           | No no never                               |
| 2 juni       | Texas Lightning                           | No no never                               |
| 9 juni       | Shakira & Wyclef Jean                     | Hips don't lie                            |
| 16 juni      | Shakira & Wyclef Jean                     | Hips don't lie                            |
| 23 juni      | Herbert Grönemeyer & Amadou & Mariam      | Zeit, dass sich was dreht                 |
| 30 juni      | Herbert Grönemeyer & Amadou & Mariam      | Zeit, dass sich was dreht                 |
| 7 juli       | Sportfreunde Stiller                      | '54, '74, '90, 2006                       |
| 14 juli      | Sportfreunde Stiller                      | '54, '74, '90, 2006                       |
| 21 juli      | Herbert Grönemeyer & Amadou & Mariam      | Zeit, dass sich was dreht                 |
| 28 juli      | Sportfreunde Stiller                      | '54, '74, '90, 2006                       |
| 4 augustus   | Xavier Naidoo                             | Danke                                     |
| 11 augustus  | Xavier Naidoo                             | Danke                                     |
| 18 augustus  | Xavier Naidoo                             | Danke                                     |
| 25 augustus  | Xavier Naidoo                             | Danke                                     |
| 1 september  | Xavier Naidoo                             | Danke                                     |
| 8 september  | Tokio Hotel                               | Der letzte tag                            |
| 15 september | Robbie Williams                           | Rudebox                                   |
| 22 september | Justin Timberlake                         | SexyBack                                  |
| 29 september | Justin Timberlake                         | SexyBack                                  |
| 6 oktober    | Justin Timberlake                         | SexyBack                                  |
| 13 oktober   | Scissor Sisters                           | I don't feel like dancin'                 |
| 20 oktober   | Silbermond                                | Das beste                                 |
| 27 oktober   | Silbermond                                | Das beste                                 |
| 3 november   | Silbermond                                | Das beste                                 |
| 10 november  | Silbermond                                | Das beste                                 |
| 17 november  | Silbermond                                | Das beste                                 |
| 24 november  | Silbermond                                | Das beste                                 |
| 1 december   | Take That                                 | Patience                                  |
| 8 december   | Silbermond                                | Das beste                                 |
| 15 december  | Monrose                                   | Shame                                     |
| 22 december  | Monrose                                   | Shame                                     |
| 29 december  | Nelly Furtado                             | All good things (come to an end)          |